# Groupe INTRA
Le Groupe INTRA (acronyme de « INTervention Robotique sur Accidents ») est un organisme d'intervention nucléaire d'urgence français créé par le Commissariat à l'énergie atomique et aux énergies alternatives (CEA) avec les entreprises françaises Areva et Électricité de France (EDF).
L'organisme gère des équipes d'intervention d'urgence équipées de robots téléopérés et résistant aux radiations destiné à intervenir dans les accidents nucléaires.
En mars 2011, des équipes du Groupe INTRA sont envoyées avec de l'équipement au Japon à la suite des accidents nucléaires de Fukushima.